# آلفونس لگوو
آلفونس لگوو (انگلیسی: Alphonse Legros; زاده ۸ مهٔ ۱۸۳۷ – درگذشته ۱۱ دسامبر ۱۹۱۱) مجسمه‌ساز، نقاش، قلم‌زن، و استاد دانشگاه اهل فرانسه بود.

## زندگانی

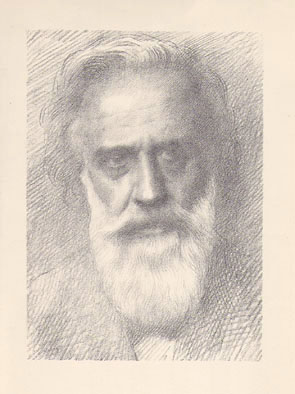
تصویر آلفونس لگوو که خودش به شیوه قلم زنی کشیده‌است

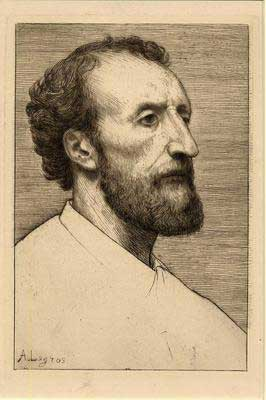
حکاکی پرتره دالو توسط لگوو

لگوو در دیژون به دنیا آمد. پدرش یک حسابدار بود و از روستای مجاور ورونس آمده بود. هنگامی که جوان بود، لگوو از مزارع خویشان خود بازدید می‌کرد، و دهقانان و مناظر آن قسمت از فرانسه موضوع بسیاری از آثار وی بودند. او به مدرسه هنر دیژون فرستاده شد و به مریتور نیکولاردو تخصص تزئینات خانه و نقاشی تصاویر را آموخت. در سال ۱۸۵۱، لگوو پاریس را ترک کرد؛ ولی در عبور از لیون، شش ماه به عنوان نقاش و دکوراتور کار کرد و کلیسای جامع کاردینال بونالد را در کلیسای جامع نقاشی کرد.